# Юхоть (посёлок)
Это статья о населённом пункте, о реке Юхоть есть другая статья.
Юхоть — посёлок в Мышкинском районе Ярославской области России. Входит в Охотинское сельское поселение (Охотинский сельский округ).

## География
Посёлок расположен на правом берегу Волги (Рыбинское водохранилище), на федеральной автомобильной трассе Р104. 
К посёлку практически вплотную примыкают деревни с севера, вниз по Волге Володино, к югу по трассе Палюшино, а на противоположном берегу Волги несколько выше по течению располагается центр района — город Мышкин. К востоку от посёлка обширный лесной массив шириной 4-5 км от Волги, за которым начинается Шалимовское и Красковское болота.

## История
В 1968 г. указом президиума ВС РСФСР посёлок при Михайловском кордоне переименован в Юхоть.

## Население
| 2007 | 2010 |
| ---- | ---- |
| 176  | ↘169 |

Согласно результатам переписи 2002 года, в национальной структуре населения русские составляли 98 % из 184 жителей.